# Église Saint-Léger de Saint-Léger-près-Troyes
L'église Saint-Léger est une église située à Saint-Léger-près-Troyes, en France.

## Description
Parmi le mobilier de l'église il y a la dalle funéraire en marbre noir de Odart de Marisy et celle de Catherine de Milly seigneurs de Cervet.

## Localisation
L'église est située sur la commune de Saint-Léger-près-Troyes, dans le département français de l'Aube.

## Historique
Dès 1107, le pape Pascal II confirme à l'abbaye Saint-Pierre de Montier-la-Celle (à Saint-André-les-Vergers) la possession de l'église. Elle était du Grand-doyenné de Troyes et à la collaction de l'abbé de Montier jusqu'à la réunion de la mense abbatiale à l'évêché en 1770. La paroisse avait la moitié du village de Bréviandes et avait une succursale à Courgerennes.
Elle est du XVIe siècle avec une abside et trois nefs. 

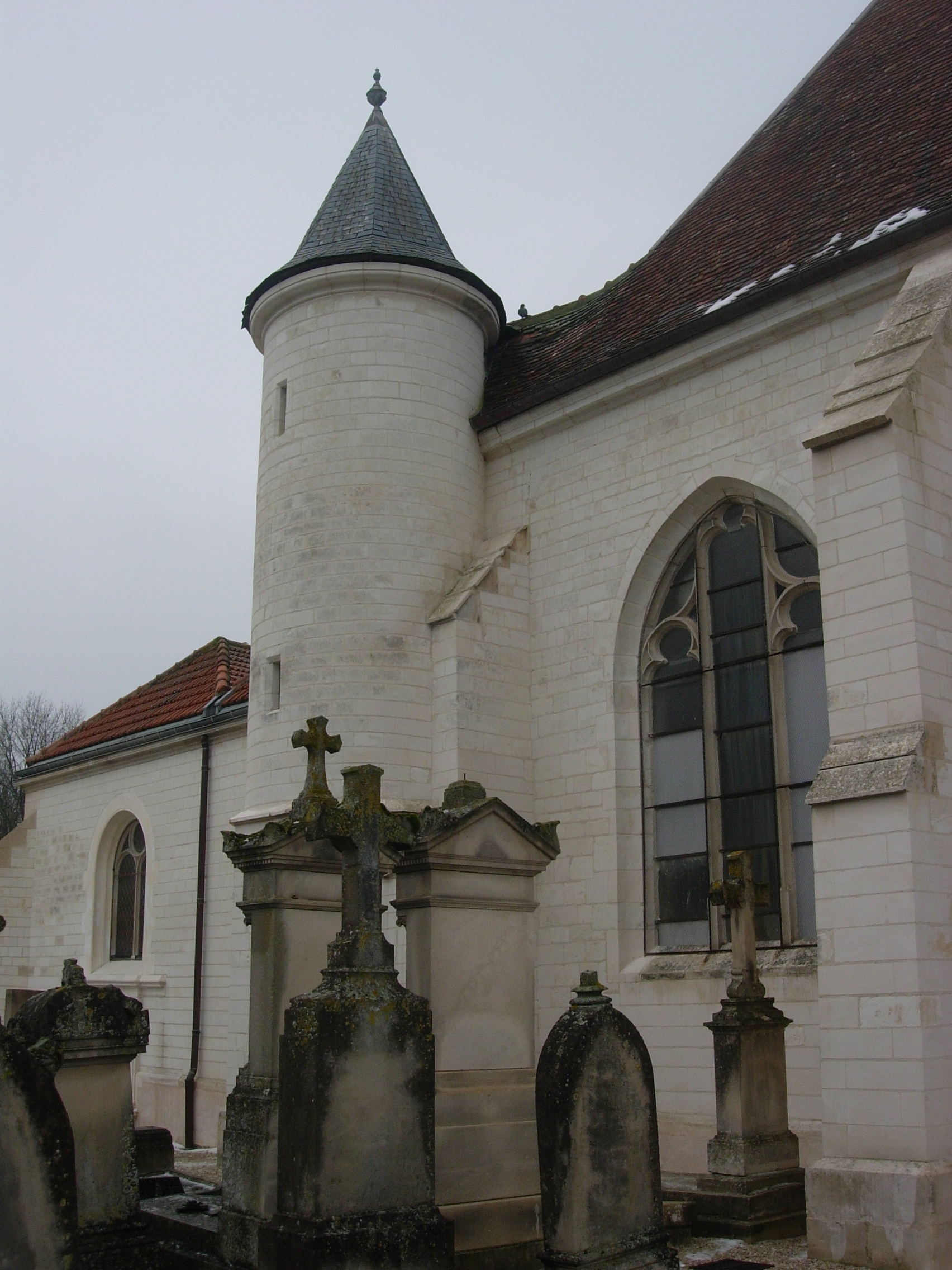
et son cimetière.

L'édifice est classé au titre des monuments historiques en 1980 et l'ancienne croix du cimetière qui était du XVIe est au Musée du Louvre.
Elle est actuellement fermée au public à cause du risque  imminent de chute de sa structure.